# Offekerque
Offekerque é uma comuna francesa na região administrativa de Altos da França, no departamento de Pas-de-Calais. Estende-se por uma área de 13,37 km². Em 2010 a comuna tinha 1 191 habitantes (densidade: 89,1 hab./km²).